# Уорлдбит
Уорлдбит (англ. worldbeat) — музыкальный жанр, сочетающий в себе поп- или рок-музыку с элементами этнической или народной музыки. Уорлдбит схож с другими кроссоверными направления, возникшими из жанров современной и коренной музыки, которые предполагают ритмический, гармонический или текстурный контраст между современными и этническими элементами.

## Определение
Уорлдбит сродни стилям уорлд-фьюжен и глобал-фьюжен, каждый из которых в первую очередь является смесью незападной музыкальной традиции и западной популярной музыки. Эти конкретные музыкальные жанры также могут отражать кроссоверную комбинацию более чем одного «народного» жанра, создавая инновационные гибридные примеры мировой музыки. Как и в случае с большинством жанровых категорий, с приставкой «мир», у уорлдбита нет чёткого определения, как и у многих классических поджанров мировой музыки, таких как гамелан или калипсо. В целом расширяющееся семейство поджанров этнической музыки под эгидой мировой музыки представляет собой внутренне расплывчатую терминологию, которая в зависимости от того, как интерпретировать конкретный гибрид мировой музыки, может быть в значительной степени взаимозаменяемой. Уорлдбит характеризует гибрид того, что можно перечислить под обобщённым термином мировой музыки, хотя в нём заметно скрещивание с элементами западной поп-музыки.
Будучи этническим жанром, уорлдбит является частью мирового музыкального движения, которое неуклонно влияет на популярную музыку во всех уголках земного шара. Частично это связано с развитием цифрового музыкального производства и доступностью высококачественных сэмплов этнической музыки для артистов и музыкальных продюсеров. Глобализация структуры и стиля между местными и современными музыкальными жанрами быстро расширила масштабы поп-музыки XXI века и продолжает сказываться на том, как мир характеризует растущее число жанров, созданных с элементами мировой музыки.

### Отличие от мировой музыки
Уорлдбит, уорлд-фьюжн и глобал-фьюжн — гибридные жанры, которые развились в рамках жанра мировой музыки. Их наиболее заметной особенностью является ярко выраженное сочетание поп-музыки и культуры коренных народов различных стран,
из-за чего они часто становятся неотличимыми друг от друга.
Гибриды современных жанров с элементами мировой музыки естественным образом распространяются по мере глобализации музыкальной культуры. В музыкальных каталогах такие жанры зачастую компонуются в единую категорию, таким образом,
восприятие того, что может характеризовать мировую музыку, эволюционировало, в сторону поп-музыки.
Существуют заметные разногласия по поводу того, все ли гибриды поп-музыки и народной музыки, демонстрирующие заметное этно-влияние, такие как уорлдбит, можно причислять к поджанрами мировой музыки.

### Сходство в терминологии
Музыкальные жанры, содержащие приставку «мир», обычно имеют очень расплывчатое потребительское определение из-за их сходств, вызывающих путаницу, и схожего толкования этих стилей. Категория мировой музыки по своей
сути разнообразна и предлагает безграничные возможности для включения различных гибридных направлений, особенно в мейнстримной музыке, ориентированной на массовый рынок. Уорлдбит как небольшой поджанр популярной музыки все больше воспринимается потребителями как гибридный поджанр мировой музыки, к огорчению пуристов мировой музыки. В контексте поджанра мировой музыки, в широком смысле, уорлдбит очень похож на уорлд-фьюжн и глобал-фьюжн.
Различия, которые характеризуют эти музыкальные термины, невелики, и во многих отношениях они все ещё находятся в стадии определения.

## История
В середине 1980-х музыкант Дэн Дель Санто организовал шоу «World Beat» на радиостанции KUT (Остине, штат Техас), тем самым популяризировав этот термин. В то же время мейнстримовые артисты начали использовать элементы мировой
музыки в своём творчестве, в частности, Дэвид Бирн, Питер Гэбриел (который запустил в 1982 году успешный и до сих пор действующий фестиваль WOMAD (Мир музыкального искусства и танца)) и Пол Саймон. Первоначально наиболее заметное влияние исходило из музыкальных культур Африки, Азии, Южной Америки (особенно Бразилии), Ближнего Востока и Центральной Америки, хотя в настоящее время мировая музыка охватывают более широкий спектр этнического разнообразия. Уорлдбит остаётся процветающим поджанром популярной и мировой музыки, продолжая при этом влиять на новых исполнителей, особенно на тех, кто сотрудничает с независимыми звукозаписывающими компаниями. Некоторые из наиболее успешно интегрированных фольклорных элементов уорлдбита включают босса-нову, регги, афробит, мбаканга, каввали, хайлайф, раи, рага, самба, фламенко и танго.